# 潘汉荣
潘漢榮（1947年5月18日—2018年4月14日），澳门政治人物。
曾任澳門工會聯合總會會務顧問、澳門建造業總工會會長、澳門油漆工會會長、澳門合群基金會執行委員會主席、澳門業餘藝苑副會長，前工聯總會理事長、副會長、監事長，原澳門特別行政區第一屆政府推選委員會委員，第二、第三、第四屆澳門特別行政區行政長官選舉委員會委員，曾任中國人民政治協商會議第八、第九、第十、第十一屆全國委員，2008年獲澳門特別行區政府頒授銀蓮花勳章。
潘漢榮祖籍廣東廣寧，1947年5月出生於澳門，1964年從事建築行業，1970年任職中國旅行社，1979年任職澳門土地工務運輸司，1992年擔任工聯總會理事長，2003年起歷任工聯總會副會長、監事長及會務顧問。